# Georg Johnsson
Ernst Georg Johnsson (Brunflo, 2 de març de 1902 - Enskede, 31 de maig de 1960) va ser un ciclista suec que va córrer a cavall dels anys 20 i 30 del segle xx.
Va prendre part en els Jocs Olímpics d'Amsterdam de 1928, en què va guanyar una medalla de bronze en la contrarellotge per equips, fent equip amb Gösta Carlsson i Erik Jansson. En la contrarellotge individual finalitzà el dissetè.

## Palmarès
- 1925
  -  Campió de Suècia de contrarellotge individual
- 1928
  -  Campió de Suècia de contrarellotge individual, classificació per equips (amb Folke Nilsson i Gösta Carlsson)
  - 1r a la Nordisk Mesterskab, classificació per equips (amb Gösta Carlsson, Erik Jansson i Erik Nordin)
  - 1r a la Mälaren Runt
  -  Medalla de bronze als Jocs Olímpics d'Amsterdam en contrarellotge per equips
- 1929
  - 1r a la Mälaren Runt
- 1931
  - 1r a la Mälaren Runt
- 1932
  - 1r a la Nordisk Mesterskab, classificació per equips (amb Martin Lundin, G. Björklund i Curt Fryckstedt)